# Кетодезоксиоктулозонова киселина
Кетодезоксиоктулозонова киселина (3-дезокси-D-мано-окт-2-улозова киселина) или КДО е улозонова киселина на 2-кетоокстоза, която се използва от бактериите при синтезата на липополизахариди. Представката D-мано показва, че четирите хирални центъра имат същата конфигурация като D-маноза.